# Weirdo's

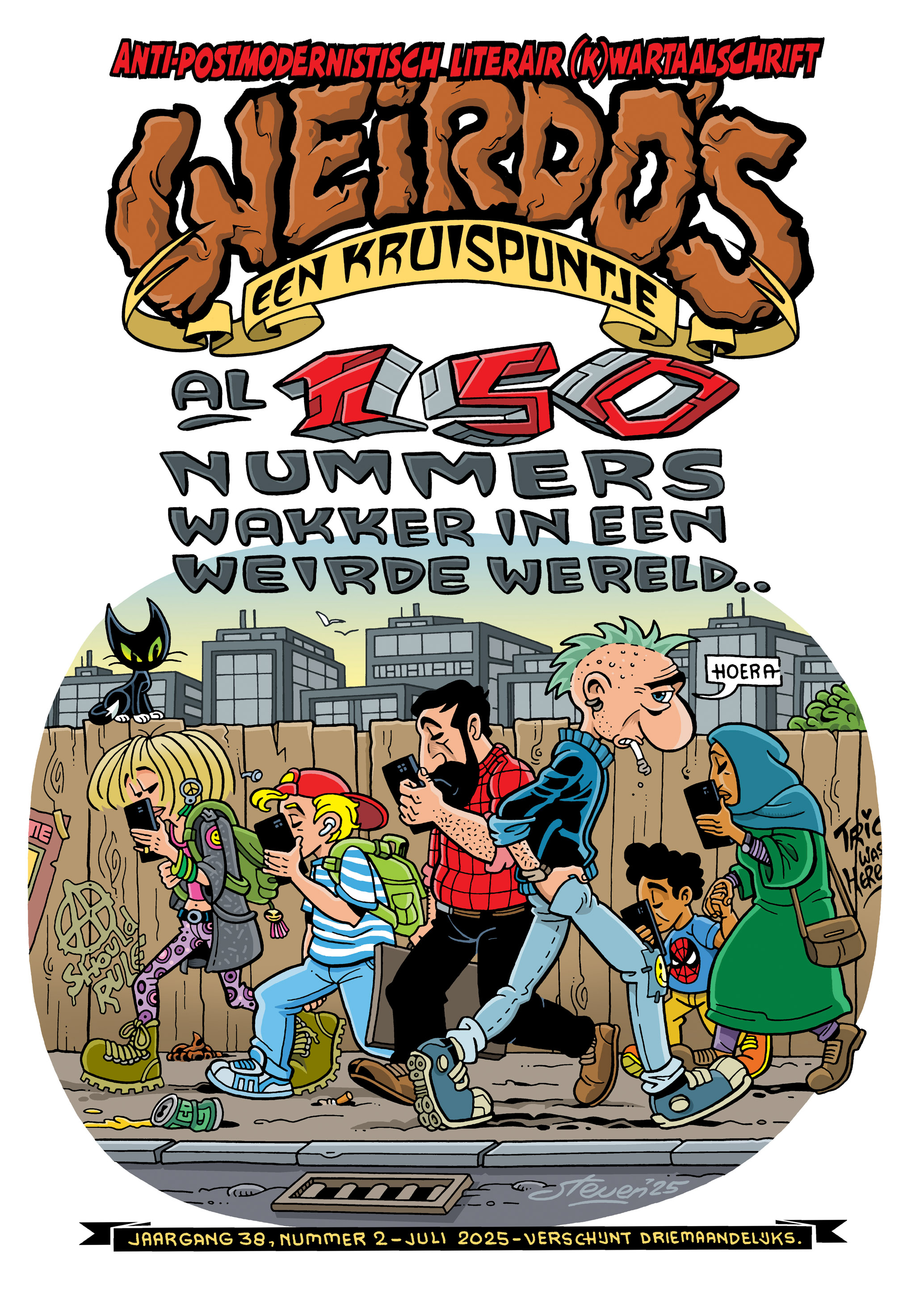
Weirdo's nr. 150 verschenen in juli 2025 (tekening Steven de Rie)

Weirdo’s is een Vlaams literair tijdschrift dat al sinds 1986 wordt uitgegeven om sociaal geëngageerde schrijvers en mensen uit de marge van de samenleving een stem te geven. Het draagt als ondertitel ‘anti-postmodernistisch literair (k)wartaalschrift’. 
Het blad werd in december 1986 in Leuven opgericht door Frank Moyaert (1963-2014) en Hubert Van Eygen. Vaste medewerkers van het tijdschrift zijn naast hoofdredacteur Hubert Van Eygen onder andere striptekenaar Steven de Rie (medewerker Urbanus-strips ), cartoonist Patrick Heymans, verhalenverteller Frank Roger en essayist Guy van Hoof. 
Het tijdschrift heeft zijn thuisbasis in het Limburgse Kinrooi. 
In juni 2025 verscheen het 150ste nummer van dit blad. 